# Joan de Lanuza III

Joan de Lanuza III, sobrenomenat el Moro, va ser un noble aragonès, conegut per ser Justícia d'Aragó i virrey de Sicília.

## Vida
Era fill de Juan de Lanuza i Garabito, Senyor de Escuer, Arguisal i Isún de Basa de la noble Casa de Lanuza, i de la seva dona Beatriz de Pimentel. Va casar amb Joana de Rocabertí, amb qui va tenir una filla, María de Lanuza, casada amb el comte de Morata.
Va succeir al seu pare com a Justícia d'Aragó (1498-1507) i com Virrey de Sicília (1498-1506). Quan va morir, es disposava a assumir el càrrec de Virrey de Nàpols.